# Alanis Obomsawin
Alanis Obomsawin, nascida em 31 de agosto de 1932, é uma cineasta, cantora, artista e ativista abenaki americano-canadense, principalmente conhecida por seus filmes documentários. Nascida em New Hampshire, Estados Unidos, e criada principalmente em Quebec, Canadá, ela escreveu e dirigiu diversos documentários para a National Film Board of Canada sobre questões das Primeiras Nações. Obomsawin é membra do grupo Film Fatales, que reúne cineastas independentes mulheres.
Obomsawin relata que "o propósito básico [de seus filmes] é dar voz ao nosso povo [...] não importa sobre o que estamos falando, seja para ter nossa existência reconhecida, ou para falar sobre nossos valores, nossa sobrevivência, nossas crenças, que pertencemos a algo belo, que está tudo bem em ser um indígena, uma pessoa nativa neste país". Seu documentário mais conhecido é "Kanehsatake: 270 Anos de Resistência", que aborda a Crise de Oka em 1990, em Quebec.

## Primeiros anos de vida
Obomsawin, que significa "caminhante", nasceu em 31 de agosto de 1932, perto de Lebanon, New Hampshire. Quando tinha seis meses de idade, sua família retornou à reserva de Odanak, localizada perto de Sorel, Quebec, nordeste de Montreal, Canadá, onde ela viveu até os sete anos de idade. Sua mãe administrava uma casa de hóspedes e seu pai era um curandeiro e guia. Durante esse período, eles moraram com a tia materna Jesse Benedict, seu marido Levi Benedict e seus próprios seis filhos. Théophile Panadis, primo da mãe dela, iniciou Obomsawin na história da Nação Abenaki e ensinou a ela muitas canções e lendas.
Quando ela tinha nove anos de idade, Obomsawin e seus pais deixaram Odanak e foram para Trois-Rivières, onde eram a única família indígena. Isolada, naquela época falando pouco francês e nenhum inglês, Obomsawin se agarrou às canções e histórias que havia aprendido na reserva. Seu pai morreu de tuberculose quando ela tinha doze anos.
Aos 22 anos, ela deixou a reserva. Durante uma estadia de dois anos na Flórida, ela também aprendeu inglês. No final dos anos 1950, ela retornou a Montreal e começou a se apresentar como cantora e contadora de histórias, fazendo aparições em reservas, prisões, escolas e festivais de música. Em 1960, ela fez sua estreia como cantora durante um concerto no Town Hall em Manhattan.
Seu único filho, Kisos Obomsawin, nasceu em 1969.

## Carreira

### Cantora, compositora
Em 1960, Obomsawin fez sua estreia profissional como cantora e compositora na cidade de Nova York. Como artista, Obomsawin percorreu o Canadá, os Estados Unidos e a Europa, se apresentando em causas humanitárias em universidades, museus, prisões e centros de arte, além de participar de festivais de arte popular. Ela foi destaque no programa de televisão canadense Canadian Broadcasting (CBC), chamado Telescope, em relação à sua campanha para fundar uma piscina em uma reserva indígena.
Ela conseguiu seu próprio palco no Mariposa Folk Festival na década de 1960. Seu álbum de 1988, Bush Lady, apresentava canções tradicionais do povo Abenaki, bem como composições originais. Originalmente lançado em sua própria imprensa privada, foi remasterizado e relançado em 2018 pela Constellation Records.

### Cineasta, produtora, educadora
O primeiro filme de Obomsawin chamou a atenção da National Film Board (NFB) no meio dos anos 1960, quando ela realizou concertos para angariar fundos para a construção de uma piscina em Odanak. As crianças de sua comunidade já não podiam mais nadar no rio Saint Francis, mas não tinham permissão para usar uma piscina em uma comunidade vizinha, que era exclusiva para residentes brancos. O sucesso de Obomsawin em arrecadar fundos para a construção de uma piscina para as crianças de Odanak aconteceu por meio de uma entrevista sobre seu filme em um relatório da série Telescope da CBC-TV, que foi visto pelos produtores da NFB, Joe Koenig e Bob Verrall.
"Foi a partir daí que o National Film-Board (NFB) viu e fui convidado por alguns produtores para conversar com alguns dos cineastas de lá", disse Obomsawin. "Descobri que eles tinham um estúdio que só atendia [a] sala de aula, com tiras de filmes educativos."
Eles convidaram a cantora e contadora de histórias para a sua agência de cinema para trabalhar como consultora em um filme sobre povos aborígenes. Ela passou a dirigir seus próprios filmes, enquanto continuava a se apresentar e lutar por justiça para o seu povo.
Obomsawin dirigiu seu primeiro documentário para a NFB, intitulado "Natal em Moose Factory", em 1971. Até agosto de 2017, ela dirigiu 50 filmes em parceria com a NFB, sendo que seu documentário "Nossa Gente Será Curada", sobre o Centro de Recursos Educacionais Helen Betty Osborne Ininiw na Nação Cree de Norway House, teve sua estreia no programa Masters do Festival Internacional de Cinema de Toronto de 2017.
Os próximos filmes de Obomsawin incluem: "Incidente em Restigouche" (1984), uma poderosa representação da invasão policial do Quebec a uma reserva Micmac; "Richard Cardinal: Grito de um Diário de uma Criança Métis" (1986), um perturbador exame de um suicídio adolescente; "Sem Endereço" (1988), um olhar sobre os sem-teto de Montreal; assim como "Mãe de Muitas Crianças" (1977).
Ela filmou uma série completa de filmes sobre a crise de Oka de 1990. O primeiro, "Kanehsatake: 270 Anos de Resistência" (1993), foi um longa-metragem documentando a revolta Kanienʼkehá꞉ka em Kanehsatake e Oka em 1990, que ganhou 18 prêmios internacionais. Foi seguido por "Meu Nome é Kahentiiosta" (1995), um filme sobre uma jovem mulher de Kahnawake que foi presa após o impasse armado de 78 dias, e "Spudwrench – Homem de Kahnawake" (1997), que traça o perfil de Randy Horne, um trabalhador de estruturas metálicas da comunidade Mohawk de Kahnawake. O lançamento de 2000 da NFB, "Rocks at Whiskey Trench", foi o quarto filme de Obomsawin em sua série sobre a crise de Oka de 1990.
Seus créditos incluem Gene Boy Came Home, sobre o veterano aborígine da Guerra do Vietnã Eugene Benedict.
Os Mi'gmaq de Esgenoopetitj (Igreja Queimada), New Brunswick foram o tema de seu documentário de 2002, Is the Crown at war with us?, explorando um conflito com o Departamento de Pesca e pescadores não nativos sobre os direitos de pesca.
Seu documentário NFB de 2003, Our Nationhood, narra a determinação e tenacidade da Primeira Nação Listuguj Mi'gmaq para usar e administrar os recursos naturais de suas terras tradicionais. Em 2005, a Sra. Obomsawin completou seu curta drama Sigwan, seguindo uma jovem que é ajudada pelos animais da floresta. Em 2006, ela completou WABAN-AKI: People from Where the Sun Rises, uma olhada nas pessoas e histórias de sua reserva doméstica em Odanak.
Em 2009, ela concluiu o documentário Professor Norman Cornett: "Desde quando nos divorciamos da resposta certa de uma resposta honesta? olhando para a demissão do professor de estudos religiosos da Universidade McGill não ortodoxo Norman Cornett, que estava destinado a sua estreia mundial no Hot Docs festival de cinema.
Em 2010, Obomsawin completou um pequeno drama When All the Leaves are Gone, sobre suas experiências em uma escola pública em Quebec.
Seu documentário de 2012 , The People of the Kattawapiskak River on the Attawapiskat - crise habitacional, foi concebido quando Obomsawin estava presente na comunidade em 2011, trabalhando em outro filme para o NFB.
O documentário de Obomsawin de 2013, Hi-Ho Mistahey!, sobre Shannen Koostachin, uma ativista educacional das Primeiras Nações, estreou no Festival Internacional de Cinema de Toronto de 2013.
O documentário de Obomsawin de 2014 , Trick or Tratado? foi o primeiro filme de um cineasta indígena a ser exibido no programa de mestrado do Festival Internacional de Cinema de Toronto. Obomsawin começou a conceituar o filme em 2010, quando foi convidada por Stan Louttit, Grande Chefe do Conselho de Mushkegowuk, para filmar uma conferência que a banda estava realizando sobre o Tratado nº 9.
Seu documentário de 2016 , We Can't Make the Same Mistake Twice, explorou uma queixa de direitos humanos apresentada contra o governo canadense por discriminação contra crianças da Primeira Nação, que teve sua estreia mundial em 13 de setembro no Festival Internacional de Cinema de Toronto de 2016.
No Festival Internacional de Cinema de Toronto de 2021, foi apresentado um programa retrospectivo especial dos filmes de Obomsawsin. Obomsawin foi nomeada a ganhadora daquele ano do Prêmio Jeff Skoll do TIFF em Mídia de Impacto.
Obomsawin também lecionou no Summer-Institute of Film and Television em Ottawa.

### Gravador, impressor
Por mais de 25 anos, Obomsawin trabalhou como gravadora e impressora, com exposições no Canadá e na Europa. A imagem de mãe e criança é proeminente em seu trabalho, que também combina elementos de seus próprios sonhos com espíritos animais e eventos históricos. Sua obra foi exibida na Maison Lacombe em Quebec em 2007.

## Reconhecimento

### Prêmios e homenagens pessoais
Em 2006, Obomsawin ganhou o prêmio de Melhor Documentário - Longa Formato, o Prêmio Alanis Obomsawin), imagineNATIVE Film and Media Arts Festival para Waban-aki: People from Where the Sun Rises.
Uma retrospectiva de seu trabalho foi realizada de 14 a 26 de maio de 2008 no Museu de Arte Moderna de Nova York. No mesmo mês, ela foi homenageada com o prêmio Governor General's Performing Arts Award for Lifetime Artistic Achievement, a maior honra do Canadá nas artes cênicas, no Rideau Hall em Ottawa.
Na primavera de 2009, Obomsawin foi homenageado com uma retrospectiva especial no Hot Docs e recebeu o Hot Docs Outstanding Achievement Award do festival.
Em 2010, ela foi nomeada para o Playback Canadian Film & Television Hall of Fame.
Obomsawin foi nomeada membro honorário da Royal Society of Canada em 2013. Em janeiro daquele ano, a Academia de Cinema e Televisão Canadense anunciou que Obomsawin receberia seu Prêmio Humanitário por Contribuições Excepcionais à Comunidade e Serviço Público, apresentado no 2º Canadian Screen Awards. No Festival Internacional de Cinema de Toronto de 2013, ela recebeu o Birks Diamond Tribute to the Year's Women in Film.
Em outubro de 2015, ela recebeu o prêmio pelo conjunto de sua obra no Festival Internacional de Cinema de Valdivia, no Chile. Em fevereiro de 2015, o grupo de defesa da paz artística Artistes pour la paix, com sede em Montreal, presenteou-a com o prêmio pelo conjunto de sua obra. Em março daquele ano, ela estava entre as primeiras 35 pessoas nomeadas para a inaugural Ordre des arts et des lettres du Québec.
Em novembro de 2016, ela recebeu o prêmio Clyde Gilmour da Toronto Film Critics Association, que chamou Obomsawin de "um importante arquiteto do cinema e da cultura canadense". Também em 2016, ela recebeu duas das maiores honras de Quebec ao receber o prêmio Albert-Tessier por contribuições ao cinema de Quebec em novembro, e foi nomeada Grande Oficial da Ordem Nacional de Quebec, em junho daquele ano.
Em março de 2017, ela recebeu o primeiro Prix Origine no Prêmio Bâtisseuses de la Cité de Montreal, por seu trabalho sobre questões indígenas.
Em junho de 2019, ela foi nomeada Companheira da Ordem do Canadá.
No Festival Internacional de Cinema de Vancouver de 2019, Obomsawin recebeu o Prêmio de Melhor Documentário Canadense de $ 15.000, por Jordan River Anderson, o Mensageiro.
Em outubro de 2020, ela foi nomeada a décima terceira laureada do Prêmio Glenn Gould. Sua citação dizia: "Através de seu trabalho artístico diversificado e ativismo público, Obomsawin tem sido uma das defensoras mais apaixonadas e visíveis dos povos indígenas do Canadá. Ela é uma documentarista altamente distinta, e sua produção prolífica e internacionalmente aclamada para o National Film Board, abrangendo quase cinquenta anos, abordou uma enorme variedade de temas e questões relacionadas aos povos indígenas do Canadá. Ela também teve uma longa carreira como cantora, compositora e artista visual dedicada a contar histórias indígenas".
Também em 2020 ela recebeu o Iris Tribute, uma homenagem pelo trabalho vitalício, no 22º Quebec Cinema Awards do Québec Cinéma 's Comité de représentation professionnelle.
Em março de 2001, Obomsawin recebeu o Prêmio do Governador Geral em Artes Visuais e de Mídia. Oficial da Ordem do Canadá, as muitas honrarias de Obomsawin também incluem o Luminaria Tribute for Lifetime Achievement do Festival de Cinema de Santa Fé, o Pioneer Award da International Documentary Association, o Toronto Women in Film and Television's (TWIFT) Outstanding Achievement Award in Direction, o prêmio Canadian Native Arts Foundation National Aboriginal Achievement Award e o Outstanding Contributions Award da Canadian Sociology and Anthropology Association (CSAA). Esta última marca a primeira vez que o CSAA homenageia alguém que não é um acadêmico da área de antropologia ou sociologia.
Em 2023, Obomsawin foi nomeada destinatário da 63ª Medalha Edward MacDowell, tornando-se a primeira premiada da terra indígena em que o programa de residência está localizado.

### Compromissos
Obomsawin presidiu o conselho de administração do Native Women's Shelter de Montreal e fez parte do Conselho Consultivo do Primeiro Povo do Conselho do Canadá. Ela foi membro do conselho do Studio 1, o estúdio aborígine do NFB, e ex-conselheira do New Initiatives in Film, um programa do Studio D para mulheres de cor e mulheres das Primeiras Nações. Como membro do conselho da Aboriginal Voices, Obomsawin fez parte de uma iniciativa para obter uma licença de rádio para a organização. Membro vitalício do conselho de administração da Aboriginal Peoples Television Network, Obomsawin também é membra do conselho da Vermont Public Television e da National Geographic International.

### Graus acadêmicos
Obomsawin recebeu uma bolsa do Ontario College of Art, um título honorário de Doutora em Letras pela York University, um título honorário de Doutora em Leis pela Concordia University, um título honorário de Doutora em Literatura pela Carleton University, um título honorário de Doutora em Leis pela University of Western Ontario (outubro de 2007), título honorário de Doutora em Letras pela University of British Columbia (maio de 2010), um título honorário de Doutora em Artes pela Dartmouth College em 2013, e um título honorário de Doutora em Leis pela Dalhousie University foi concedido a ela em abril de 2016.
Em maio de 2017, Obomsawin recebeu um doutorado honorário da Escola de Estudos Contínuos da McGill University. No mesmo mês, ela foi nomeada Comandante na recém-criada Ordem de Montreal, reconhecendo indivíduos que contribuíram para o desenvolvimento de Montreal.
A Ryerson University concedeu a ela um título honorário de Doutora em Leis em junho de 2018.

### Prêmios nomeados em homenagem a Obomsawin
O impacto da carreira de Obomsawin no cinema documentário e indígena foi destacado pela criação de dois prêmios em seu nome. O Cinema Politica tem concedido o "Prêmio Alanis Obomsawin pelo Compromisso com a Comunidade e a Resistência" desde 2011 e "foi inspirado pela dedicação impressionante e implacável da Sra. Obomsawin à justiça social e ao documentário político." O Festival de Cinema e Artes de Mídia ImagineNATIVE apresenta o "Prêmio Alanis Obomsawin de Melhor Documentário" todos os anos pelo mérito no cinema documentário..

### Exibição
- De fevereiro a abril de 2022, a Haus der Kulturen der Welt (Português: Casa das Culturas do Mundo) dedicou a ela a exposição As crianças têm que ouvir outra história – Alanis Obomsawin.[52] O catálogo Alanis Obomsawin: Lifework foi produzido por ocasião da exposição.[53]
- De abril a agosto de 2023, a Vancouver Art Gallery realizou a mesma exposição.[54]

## Filmografia
- 1971 – Christmas at Moose Factory
- 1972 – The Canoe
- 1972 – Children
- 1972 – History of Manawan, Part One
- 1972 – History of Manawan, Part Two
- 1972 – Moose Call
- 1972 – Partridge
- 1972 – Snowshoes
- 1975 – Basket (Lhk'wál'us)
- 1975 – Farming (Lep'cál)
- 1975 – Mount Currie Summer Camp
- 1975 – Puberty, Part One
- 1975 – Puberty, Part Two
- 1975 – Salmon (Tsúqwaoz')
- 1975 – Xusum
- 1977 – Mother of Many Children
- 1977 – Amisk
- 1979 – Gabriel Goes to the City
- 1979 – Wild Rice Harvest Kenora
- 1980 – June in Povungnituk
- 1984 – Incident at Restigouche
- 1986 – Richard Cardinal: Cry from a Diary of a Métis Child
- 1987 – Poundmaker's Lodge: A Healing Place
- 1988 – No Address
- 1991 – Le patro Le Prévost – 80 Years Later
- 1992 – Walker
- 1993 – Kanehsatake: 270 Years of Resistance
- 1995 – My Name is Kahentiiosta
- 1997 – Spudwrench – Kahnawake Man
- 2000 – Rocks at Whiskey Trench
- 2002 – Is the Crown At War With Us?
- 2003 – Our Nationhood
- 2005 – Sigwan
- 2006 – Waban-Aki: People from Where the Sun Rises
- 2007 – Gene Boy Came Home
- 2009 – Professor Norman Cornett: "Since when do we divorce the right answer from an honest answer?"
- 2010 – When All the Leaves Are Gone
- 2012 – The People of the Kattawapiskak River
- 2012 – The Federal Court Hearing
- 2013 – Hi-Ho Mistahey!
- 2014 – Trick or Treaty?
- 2016 – We Can't Make the Same Mistake Twice
- 2017 – Our People Will Be Healed
- 2019 – Jordan River Anderson, the Messenger
- 2021 – Honour to Senator Murray Sinclair
- 2022 – Bill Reid Remembers

## Literatura secundária
- Alanis Obomsawin: The Vision of a Native Filmmaker, de Randolph Lewis, publicado em 2006 pela University of Nebraska Press
- Jerry White, "Alanis Obomsawin, Documentary Form and the Canadian Nation(s) " in: CineAction, número 49, pp. 26–36
- Harewood, Adrian (1 de junho de 2003). «Alanis Obomsawin: A portrait of a first nation's filmmaker». Take One